# Leandra
Genre
Leandra est un genre de plantes à fleurs de la famille des Melastomataceae.
Selon Plants of the World Online, c'est un synonyme de Miconia.

## Liste d'espèces
- Leandra acutiflora (Naudin) Cogn.
- Leandra adenothrix Cogn.
- Leandra agrestis (Aubl.) Raddi
- Leandra amplexicaulis DC.
- Leandra aptera Cogn.
- Leandra aristigera (Naudin) Cogn.
- Leandra aspera Cogn.
- Leandra atroviridis Cogn.
- Leandra attenuata Cogn.
- Leandra aurea (Cham.) Cogn.
- Leandra australis (Cham.) Cogn.
- Leandra balansae Cogn.
- Leandra balduinii Brade
- Leandra barbinervis (Cham. ex Triana) Cogn.
- Leandra bergiana Cogn.
- Leandra blanchetiana Cogn.
- Leandra boissieriana Cogn.
- Leandra boliviensis Cogn. ex Rusby
- Leandra calvescens Cogn.
- Leandra camporum Brade
- Leandra cancellata Cogn.
- Leandra candelabrum (J.F. Macbr.) Wurdack
- Leandra caquetana Sprague
- Leandra caquetensis Gleason
- Leandra carassana (DC.) Cogn.
- Leandra cardiophylla Cogn.
- Leandra catharinensis Cogn.
- Leandra chaetodon (DC.) Cogn.
- Leandra cinerea (Griseb.) Cogn.
- Leandra circumscissa Cogn.
- Leandra clidemioides (Naudin) Wurdack
- Leandra coadunata Wurdack
- Leandra collina Wurdack
- Leandra confusa Cogn.
- Leandra cordifolia Cogn.
- Leandra cordigera Cogn.
- Leandra coriacea Cogn.
- Leandra cornoides (Schltdl. & Cham.) Cogn.
- Leandra cremersii Wurdack
- Leandra crenata (D. Don) Cogn.
- Leandra cuneata (Mart.) Cogn.
- Leandra cuspidata Cogn.
- Leandra dasytricha (A. Gray) Cogn.
- Leandra debilis Cogn.
- Leandra deflexa Cogn.
- Leandra dendroides Cogn.
- Leandra dentata Cogn.
- Leandra depauperata Cogn.
- Leandra dichotoma (Pav. ex D. Don) Cogn.
- Leandra diffusa Cogn.
- Leandra dispar (Gardner) Cogn.
- Leandra divaricata (Naudin) Cogn.
- Leandra dolichantha Cogn.
- Leandra dubia DC.
- Leandra dusenii Cogn.
- Leandra echinata Cogn.
- Leandra edentula Gleason
- Leandra eichleri Cogn.
- Leandra eriocalyx Cogn.
- Leandra erostrata (DC.) Cogn.
- Leandra fallacissima Markgr.
- Leandra fallax (Cham.) Cogn.
- Leandra fastigiata Cogn.
- Leandra flavescens Cogn.
- Leandra floribunda (Naudin) Cogn.
- Leandra foveolata (DC.) Cogn.
- Leandra fragilis Cogn.
- Leandra francavillana Cogn.
- Leandra gardneriana Cogn.
- Leandra glabrata Cogn.
- Leandra glandulifera (Triana) Cogn.
- Leandra glandulosa S. Winkl.
- Leandra glazioviana Cogn.
- Leandra glomerata (Naudin) Judd & Skean
- Leandra gorzulae Wurdack
- Leandra granatensis Gleason
- Leandra grandifolia Cogn.
- Leandra grayana Cogn.
- Leandra hatschbachii Brade
- Leandra herincquiana Cogn.
- Leandra hermogenesii Baumgratz & D'El Rei Souza
- Leandra hirsuta (Sw.) Judd & Skean
- Leandra hirta Raddi
- Leandra hirtella Cogn.
- Leandra horrida Cogn.
- Leandra humilis (Cogn.) Wurdack
- Leandra hybophylla (Urb.) A. H. Liogier
- Leandra inaequalifolia Cogn.
- Leandra inaequidens (Urb. & Ekman) Judd & Skean
- Leandra intermedia Cogn.
- Leandra involucrata DC.
- Leandra ionopogon (Mart.) Cogn.
- Leandra itatiaiae (Wawra) Cogn.
- Leandra kleinii Brade
- Leandra krugiana (Cogn.) Judd & Skean
- Leandra krugii (Cogn.) Judd & Skean
- Leandra lacunosa Cogn.
- Leandra laevigata Cogn.
- Leandra lancifolia Cogn.
- Leandra lapae D'El Rei Souza & Baumgratz
- Leandra lasiopetala Cogn.
- Leandra lasiostachya Cogn.
- Leandra laxa Cogn.
- Leandra lima (Desr.) Judd & Skean
- Leandra limbata Cogn.
- Leandra limoides (Urb.) Judd & Skean
- Leandra lindeniana (Naudin) Cogn.
- Leandra linearifolia Cogn.
- Leandra longibarbis Cogn.
- Leandra longicoma Cogn.
- Leandra longisepala Wurdack
- Leandra longistyla Cogn.
- Leandra luctatoris Wurdack
- Leandra lutea Cogn.
- Leandra macdanielii Wurdack
- Leandra macropora Cogn.
- Leandra macrosepala E. Ule
- Leandra magdalenensis Brade
- Leandra maguirei Wurdack
- Leandra marigotiana (Urb. & Ekman) A. H. Liogier
- Leandra melanodesma (Naudin) Cogn.
- Leandra melastomoides Raddi
- Leandra mexicana (Naudin) Cogn.
- Leandra miconiastrum Cogn.
- Leandra micrantha Wurdack
- Leandra micropetala (Naudin) Cogn.
- Leandra mosenii Cogn.
- Leandra mouraei Cogn.
- Leandra multiplinervis (Naudin) Cogn.
- Leandra multisetosa Cogn.
- Leandra nanayensis Wurdack
- Leandra navicularis Brade
- Leandra neblinensis Wurdack
- Leandra nervosa (Naudin) Cogn.
- Leandra neurotricha Cogn.
- Leandra nianga Cogn.
- Leandra niangaeformis Cogn.
- Leandra niederleinii Cogn.
- Leandra nutans Cogn.
- Leandra oblongifolia Cogn.
- Leandra oligochaeta Cogn.
- Leandra opaca Brade
- Leandra organensis Cogn.
- Leandra ossaeoides (Naudin) Cogn.
- Leandra ovata Cogn.
- Leandra paleacea Wurdack
- Leandra pallida Cogn.
- Leandra papillata Cogn.
- Leandra parvifolia Cogn.
- Leandra pastazana Wurdack
- Leandra paulina DC.
- Leandra peltata Wurdack
- Leandra penduliflora Cogn.
- Leandra pennipilis Cogn.
- Leandra phelpsiae Gleason
- Leandra pilonensis Wurdack
- Leandra planifilamentosa Brade
- Leandra polyadena Ule
- Leandra polystachya (Naudin) Cogn.
- Leandra pratensis (Macfad.) Judd & Skean
- Leandra procumbens Ule
- Leandra pubescens Cogn.
- Leandra pulchra Cogn.
- Leandra purpurascens (DC.) Cogn.
- Leandra purpurea Gleason
- Leandra quinquedentata Cogn.
- Leandra quinquenodis Cogn.
- Leandra raimondiana Markgr.
- Leandra recta S. Winkl.
- Leandra refracta Cogn.
- Leandra regnellii (Triana) Cogn.
- Leandra reitzii Wurdack
- Leandra retropila Cogn.
- Leandra reversa (DC.) Cogn.
- Leandra rhamnifolia (Naudin) Cogn.
- Leandra rhodopogon (DC.) Cogn.
- Leandra riedeliana Cogn.
- Leandra rotundifolia J.F. Macbr.
- Leandra rubida Cogn.
- Leandra rufescens (DC.) Cogn.
- Leandra saldanhaei Cogn.
- Leandra salicina Cogn.
- Leandra sanguinea Gleason
- Leandra santos-limae Brade
- Leandra scabra DC.
- Leandra schwackei Cogn.
- Leandra secunda (D. Don) Cogn.
- Leandra secundiflora (DC.) Cogn.
- Leandra sericea DC.
- Leandra sessiliflora Cogn.
- Leandra simplicicaulis Cogn.
- Leandra solenifera Cogn.
- Leandra sphaerocarpa Cogn.
- Leandra stellulata Cogn.
- Leandra steyermarkii Wurdack
- Leandra strigilliflora Cogn.
- Leandra subobruta Wurdack
- Leandra subseriata (Naudin) Cogn.
- Leandra subtrinervis Cogn.
- Leandra subulata Gleason
- Leandra sulfurea Cogn.
- Leandra sylvestris DC.
- Leandra ternata Cogn.
- Leandra tetragona Cogn.
- Leandra tetraquetra Cogn.
- Leandra tomentosa Cogn.
- Leandra ulaei Cogn.
- Leandra umbellata DC.
- Leandra urbaniana (A. H. Liogier) A. H. Liogier
- Leandra urophylla Cogn.
- Leandra variabilis Cogn.
- Leandra velutina Cogn.
- Leandra verticillata (DC.) Cogn.
- Leandra viscosa Cogn.
- Leandra warmingiana Cogn.
- Leandra xanthocoma (Naudin) Cogn.
- Leandra xantholasia Cogn.
- Leandra xanthopogon Cogn.
- Leandra xanthostachya Cogn.